# Ebony Hoffman
Pour les articles homonymes, voir Hoffman.
Ebony Hoffman, née le 27 août 1982 à Los Angeles, est une joueuse américaine de basket-ball. 

## Biographie
Elle est sélectionnée au 9e rang lors de la draft 2004 à sa sortie de l'université de Californie du Sud (USC).
En 2008, Hoffman a été nommée « Joueuse WNBA ayant le plus progressé ».
En 2011, elle quitte le Fever pour les Sparks de Los Angeles.
En dehors de la saison WNBA, elle joue en Europe ou en Chine. En 2012, elle dispute deux rencontres pour le Shanxi Xing Rui Flame en ligue chinoise avant l'arrivée de Maya Moore, pour 19 points et 10 rebonds de moyenne, puis signe en février 2013 pour le club turc d'Istanbul Universitesi où elle remplace sa compatriote Jessica Davenport.
En avril 2013, elle est suspendue pour cinq rencontres et reçoit une amende de 5 500 dollars pour une bagarre avec Bahar Çağlar lors des demi-finales du championnat turc.
Le 18 juillet 2014, le Sun met un terme au contrat de Kelley Cain et la remplace par Ebony Hoffman.

## Équipe nationale
- Mondial 2002 des moins de 20 ans[8]
- Mondial 2000 des moins de 18 ans[8]
- Invitée à la préparation du Mondial 2010, mais non retenue dans la sélection finale[8]

## Distinctions individuelles
- Joueuse ayant le plus progressé de la saison WNBA 2008[9]